# Jane Fauntz
Jane Fauntz (n. 19 decembrie 1910, Orleans Parish⁠(d), Louisiana, SUA – d. 30 mai 1989, Escondido⁠(d), California, SUA) a fost o săritoare în apă ce a reprezentat Statele Unite ale Americii, medaliată olimpică. A participat la 2 ediții ale Jocurilor Olimpice (1928, 1932) în care a câștigat două medalii de bronz.